# Войтенко, Владимир Николаевич
Владимир Николаевич Войтенко (укр. Володимир Миколайович Войтенко; род. 19 ноября 1959, село Пищов, Новоград-Волынский район) — украинский кинокритик.
Учился на биологическом факультете Киевского университета, затем окончил киноведческое отделение Киевского государственного института театрального искусства имени И. К. Карпенко-Карого (1990), в 1991—1996 гг. преподавал там же. Одновременно в 1989—1993 гг. заведовал отделами критики и украинского кино в журнале «Новини кіноекрану». В 1990-е гг. член отборочной комиссии, затем пресс-атташе кинофестиваля «Молодость».
С 1996 г. главный редактор журнала «KINO-КОЛО» (печатная версия закрылась в 2008 г.), с 2002 г. — одноимённого сайта. С 2009 г. член Национального союза кинематографистов Украины. Соучредитель (2018) и первый председатель Союза кинокритиков Украины. В том же году избран председателем правления Украинской киноакадемии.